# Freudenbach (Creglingen)
Freudenbach ist ein Stadtteil von Creglingen im Main-Tauber-Kreis im fränkisch geprägten Nordosten Baden-Württembergs.

## Geographie
Freudenbach liegt als Haufendorf in einer Mulde, in die von allen Seiten Straßen einmünden. Zur Gemarkung der ehemaligen Gemeinde Freudenbach gehören das Dorf Freudenbach (⊙) und die Weiler Erdbach (⊙) und Schön (⊙).

## Geschichte

### Mittelalter
Der Ort wurde im Jahre 807 erstmals urkundlich als villa Fridunbach erwähnt. 1230 folgte eine weitere urkundliche Erwähnung als Vritenbach. Dabei handelte es sich wohl um einen Personennamen, denn in Urkunden wird ein Diepoldus von Freudenbach erwähnt, der im Jahre 1230 als hohenlohischer Ministeriale genannt wurde. Freudenbach gehörte einst den Hohenlohe-Brauneck und dem Kloster Frauental. 1448 fiel der Ort mit der Herrschaft Brauneck an Brandenburg-Ansbach sowie mit dem Kloster Frauental an Brandenburg-Bayreuth.

### Neuzeit
Zur Zeit des Dreißigjährigen Kriegs war Freudenbach in den Jahren ab 1638 und fortfolgend völlig verödet und wurde erst später wieder besiedelt. Der Ort fiel im Jahre 1791 zunächst an Preußen, 1806 und Bayern und 1810 schließlich an Württemberg und gehörte seitdem zum Oberamt Mergentheim und seit 1938 zum Landkreis Mergentheim, der zum 1. Januar 1973 im neu gebildeten Main-Tauber-Kreis aufging.
Am 1. Februar 1972 wurde Freudenbach in die Stadt Creglingen eingegliedert.

### Einwohnerentwicklung
Die Bevölkerung von Freudenbach und den umgebenden Wohnplätzen auf dessen Gemarkung entwickelte sich wie folgt:
| Jahr | Gesamt |
| ---- | ------ |
| 1961 | 468    |
| 1970 | 457    |
| 2016 | 330    |
| 2022 | 315    |

Im Juni 2022 lebten auf der Gemarkung des Creglinger Stadtteils Freudenbach 315 Menschen. Diese verteilten sich auf die folgenden Wohnplätze: Freudenbach (213 Einwohner) mit Schön (50 Einwohner) und Erdbach (52 Einwohner).

## Politik
Die Blasonierung des Freudenbacher Wappens lautet: In von Silber und Blau schräggeteiltem Schild oben und unten je ein Mühlstein in verwechselten Farben.

## Religion
Bis zum Jahre 1341 war Archshofen eine Filiale der Pfarrkirche Freudenbach. Die Reformation wurde 1534 durch Ansbach eingeführt. Die Katholiken gehören kirchlich zu Creglingen.
Die evangelische Kirchengemeinde Freudenbach umfasst den Stadtteil Freudenbach einschließlich des zugehörigen Wohnplatzes Schön der Stadt Creglingen. Im 14. Jahrhundert wurde der Ort ansbachisch. Von dort wurde die Reformation eingeführt. Das evangelische Pfarramt Freudenbach betreut auch die evangelischen Kirchengemeinden Frauental und Archshofen.

## Kultur und Sehenswürdigkeiten

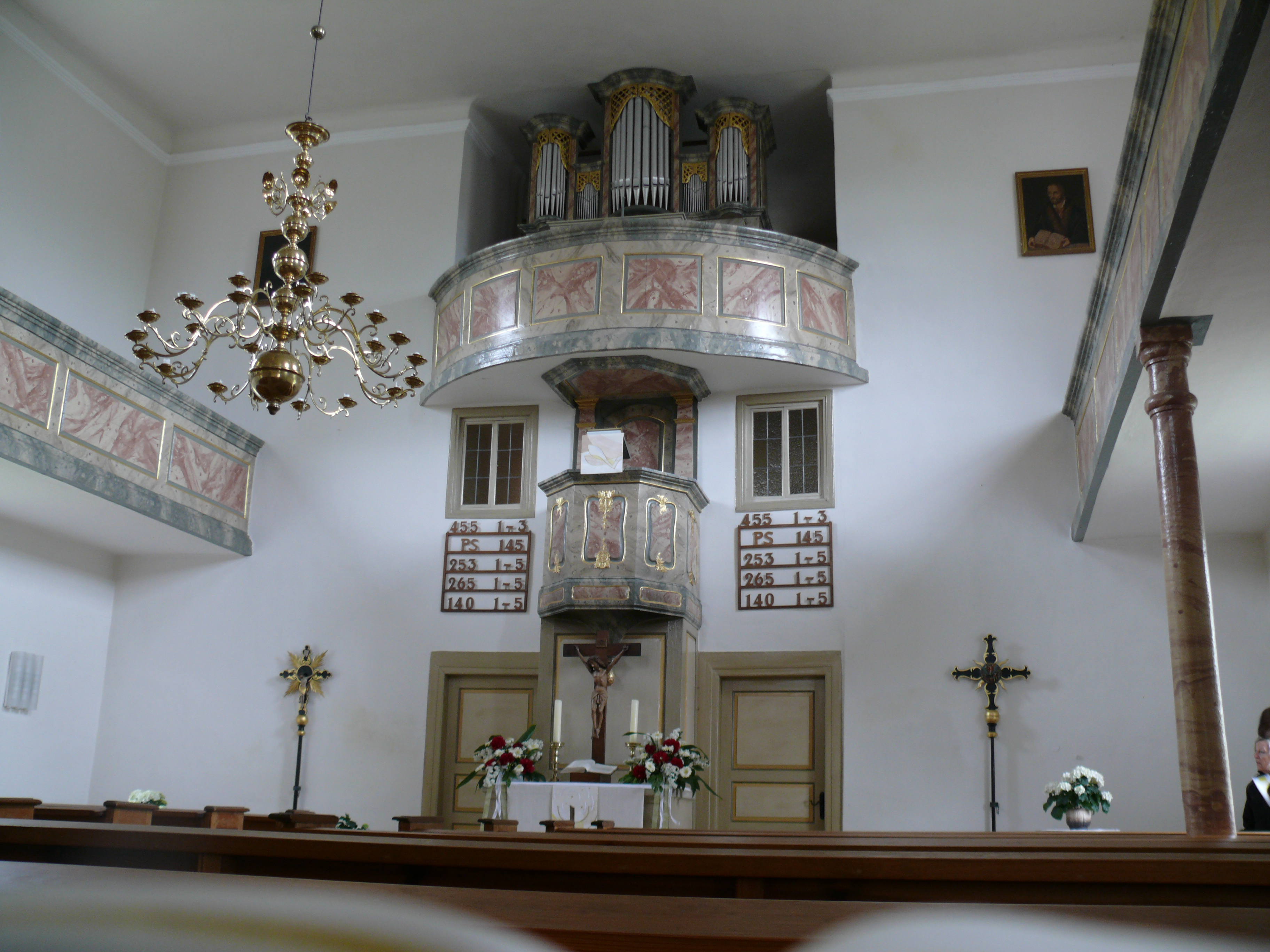
Blick in die evangelische Kirche Freudenbach

### Evangelische Kirche
Die evangelische Pfarrkirche in Freudenbach ist ein Saalbau mit mittelalterlichem Turm. Sie wurde im Jahre 1796 von Gustav Vorherr errichtet. Es bestehen noch Reste einer alten Friedhofsmauer.

## Verkehr
Freudenbach ist aus westlicher und aus nördlicher Richtung jeweils über die K 2894 zu erreichen, die als Umgehungsstraße am Ort vorbeiführt.